# 中条比紗也
中条 比紗也（なかじょう ひさや、1973年9月12日 - 2023年10月12日）は、日本の漫画家。女性。白泉社の『花とゆめ』、『別冊花とゆめ』で主に作品を発表した。代表作は、テレビドラマ化もされた『花ざかりの君たちへ』。
1995年のインタビューで男の子みたいなペンネームの由来を尋ねられ、「特に由来はなく、デビュー当時に姓名判断に凝っていて語呂合わせで適当に作った」と答えている。なお、本名は非公表であった。
大阪府出身。血液型はB型。

## 略歴
- 1993年 - 「真夏の犯罪者」で第18回白泉社アテナ新人大賞佳作を受賞。
- 1994年 - 『花とゆめ』23号に掲載の「ハートの果実」でデビュー。
- 1995年 - 第20回白泉社アテナ新人大賞デビュー優秀者賞を受賞。
- 1996年 - 『花とゆめ』20号より「花ざかりの君たちへ」を連載開始。同作品はドラマCD化やテレビドラマ化され、作者の代表作となった。
- 2005年 - 『花とゆめ』5号より「シュガープリンセス」を連載開始。2005年秋頃、体調不良で入院したため、4ヶ月程休載した。2006年『花とゆめ』4号より連載は再開されたものの、ページ数・掲載回数が少ない状態が続いたまま、連載が終了した。
- 2016年 - 『別冊花とゆめ』6月号より「ももももっと！」を連載開始。
- 2023年10月12日 - 心臓の病気のため死去。50歳没[1][2][3]。生涯独身だった。

## 作品リスト

### 単行本
- 夢みる葉っぱ（1995年、花とゆめ） - 単行本全1巻、文庫版全1巻
- ミッシング・ピース（1995年 - 1996年、花とゆめ） - 単行本全2巻、文庫版全1巻
- 花ざかりの君たちへ（1996年 - 2004年、花とゆめ） - 単行本全23巻、愛蔵版全12巻
- シュガープリンセス（2005年 - 2007年、花とゆめ） - 単行本全2巻
- ももももっと!（2016年[7] - 2018年、別冊花とゆめ・マンガPark） - 単行本全3巻

### ファンブック・画集
- 中条比紗也キャラクターブック・花ざかりの君たちへ（2000年、白泉社）
- 中条比紗也画集・花ざかりの君たちへ（2004年、白泉社） - 初の画集。『花ざかりの君たちへ』のイラストを中心に『夢みる葉っぱ』、『ミッシング・ピース』や初期短編のイラスト、『ザ花とゆめ』の表紙に掲載されたカラーなど150点が掲載されている。

### ゲーム
- DUEL LOVE 恋する乙女は勝利の女神（キャラクターデザイン担当）